# Joseph Shallet
Joseph Shallet (Londres 1661 (?) - Anglaterra segle xviii) va ser un comerciant i diplomàtic anglès instal·lat a Barcelona i a Reus
El 1685, quan tenia uns vint-i-cinc anys, va iniciar gestions per instal·lar a Reus una fàbrica d'aiguardent. Shallet era cònsol d'Anglaterra a Barcelona, i agent de la companyia formada per Arthur Shallet i Gilbert Heathecat de Londres. Reus en aquell moment era el primer productor d'aiguardent del país, i va buscar un lloc per situar la seva destil·leria. Provà al Mas de Montagut, que no va aconseguir comprar, a Vila-seca, a Mas Calbó, i per fi va negociar amb l'ajuntament un espai a la vora de l'Aigua Nova, una mina abundant fora muralla de Reus, amb dret d'ús d'aquella aigua. Allà va construir la fàbrica d'aiguardent que durant els anys següents va ser la més activa de la vila, i també una fàbrica de sabó. Els primers anys, l'encarregat de la destil·leria era anglès, però a partir de 1692 Shallet confia els seus afers a dos comerciants de Reus, un canvi que porta que els empresaris reusencs participin de manera més activa en les exportacions. A mitjans de 1690 les exportacions pugen considerablement. Shallet combina les seves estades a Reus amb la direcció de la companyia a Barcelona. Fa societat amb Mitford Crowe i embarca des del port de Salou, a més de l'aiguardent, sabó, fusta, sal, suro, roba, sabates, etc. i importa pells per a les adoberies reusenques, congre, bacallà i tabac de Portugal. Aquesta societat manté relacions freqüents amb Lisboa, Gènova i Marsella. Però el 1697, amb l'acord de pau, decauen les exportacions per la represa d'activitats de les companyies franceses. Va vendre la fàbrica i va marxar a Barcelona. El seu soci Crowe va tornar a Anglaterra on va ser membre del Parlament i durant la guerra de Successió va fer d'enllaç entre els aliats i el govern català. El 1714, poc abans del final de la guerra, trobem Shallet i Crowe com a socis d'algunes operacions realitzades per la Companyia Nova de Gibraltar.
A Reus, la seva fàbrica era coneguda com les Olles del Cònsol o del Cònsol Anglès i hi va haver fins a finals del segle xix el carrer de les Olles del Cònsol, on hi havia hagut la seva fàbrica, a tocar del camí de l'Aigua Nova.